# Madona z Deštné
Deskový obraz Madony s Ježíškem, nazvaný Assumpta z Deštné, představuje Nanebevzetí Panny Marie. Spojuje v sobě několik mariánských témat. Obraz je datován do poloviny 15. století, kdy v české deskové malbě přecházel krásný sloh v pozdně gotický styl. 

## Popis deskového obrazu a jeho umístění
Deska vyniká velkým formátem, líbezností tváří a výraznou barevností. Její zadní strana je rovněž malovaná, což otevírá otázku, zda obraz nesloužil jako střední deska křídlového retáblu. Obraz zobrazuje Pannu Marii oděnou do šatu s bohatým vzorem granátového jablka. Madonu korunují dva andělé, jež v druhé ruce nesou nápisové pásky s textem velikonoční mariánské epifony. Madona má v náručí Ježíška, který v levé ruce drží jablko jako symbol prvotního hříchu. Obraz, který znázorňuje Pannu Marii ve slunci oděnou, stojící na srpku měsíce, který má dolů přivrácenou lidskou tvář, vychází z Janova vidění na hoře Pathmos. Za Mariinou postavou je vyobrazen kvetoucí keř s plaménky, který zjevně odkazuje na keř z Mojžíšova vidění na hoře Oreb. V dolních rozích obrazu klečí dvě postavy donátorů s nápisovými páskami, na kterých jsou texty vztahující se k Panně Marii. Vpravo pod donátorem a jeho synem je vyobrazen erb, který se ještě nepodařilo identifikovat. Obraz mohl být objednán jindřichohradeckými měšťany pro některý z tamních církevních objektů, aniž je známo jeho původní umístění. V roce 1811 neznámá žena z Jindřichova Hradce věnovala tento obraz do poutní kaple svatého Jana Křtitele v Deštné. V roce 1895 dílo zakoupila Společnost vlasteneckých přátel umění, aby se následně stalo součástí sbírek Národní galerie v Praze.

## Autor deskového obrazu
Autor obrazu není znám, a proto se používá jeho označení Mistr Assumpty z Deštné. Nelze vyloučit, že původně pocházel z Prahy a do Jindřichova Hradce se přesunul, aby zde realizoval objednávku tamních měšťanů. Někteří historici umění uvádějí, že autorem mohl být malíř Toman nebo někdo z jeho dílny, jehož pobyt ve městě je však poprvé doložen až v roce 1463. Vedle Assumpty je tomuto malíři připisován i obraz Madony jindřichohradecké a fresky v kostele sv. Jana Křtitele v Jindřichově Hradci.

## Datace deskového obrazu
Deska Assumpty z Deštné, původně datovaná až do počátku renesance, je dnes řazena do 50. let 15. století. Historička umění Milena Bartlová uvádí, že obraz s mariánskou antifonou by mohl být poděkováním za konec morové epidemie, která postihla Jindřichův Hradec v roce 1451. Konec této událost by pak byl i dobou vzniku obrazu. Pokud by některý z malířů, jejichž jména známe, pocházel z tohoto města, pak by bylo nutné datum vzniku obrazu posunout až do období po roce 1460, jak zmíněno výše. Z této nebo z pozdější doby pochází i skupina mariánských obrazů s vyobrazením Assumpty. K nejznámějším patří Assumpta z Bílé Hory (1440/50), Assumpta zvaná Lannova (1460) nebo Oltář z Duban s rozměrnou centrální deskou Assumpty (1460/70). Tyto votivní obrazy jihočeské a západočeské provenience dokládají znovuobnovení některých prvků krásného slohu v dobové malbě. 

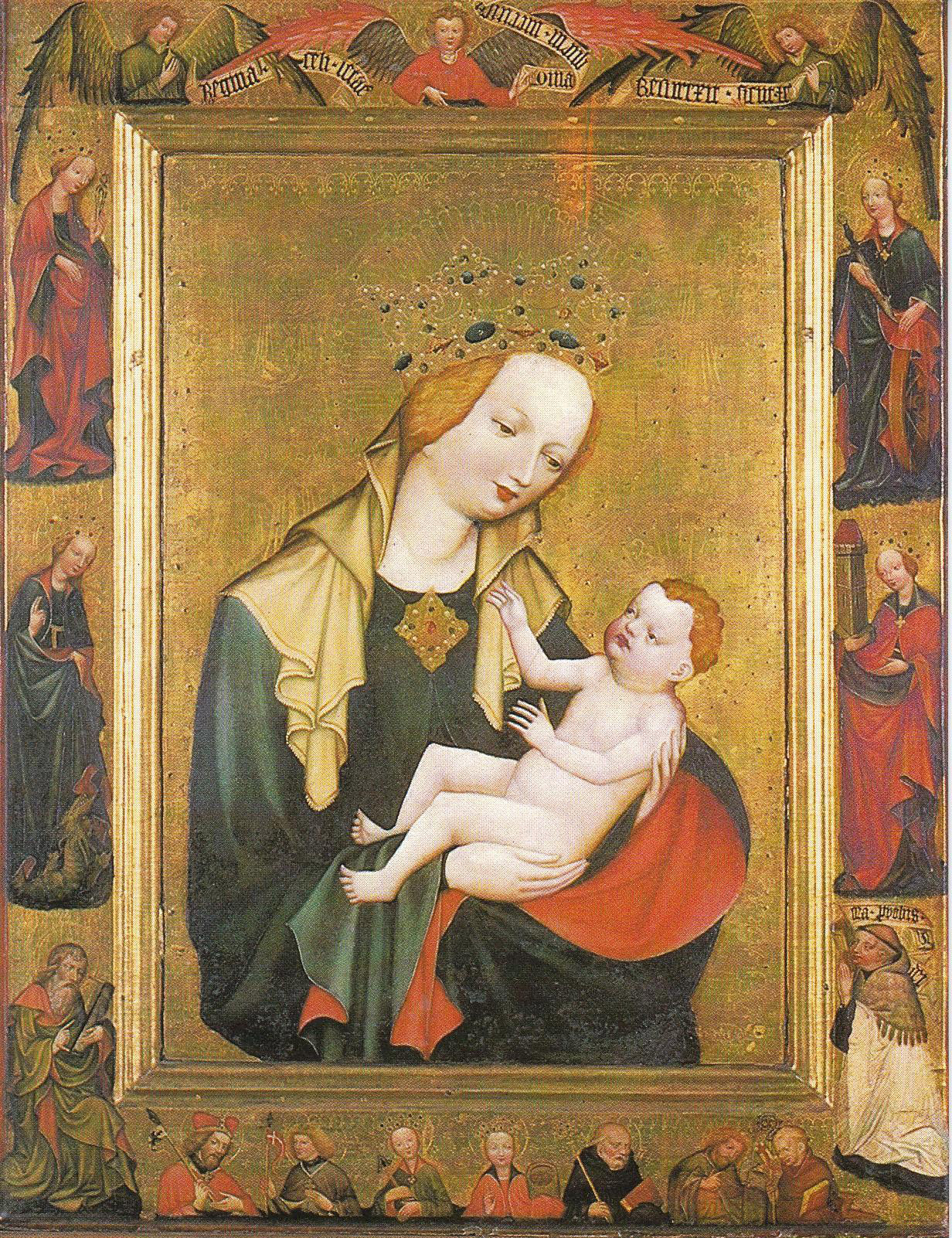
Madona vyšebrodská (po 1380 nebo až 1420/1440; Národní galerie Praha, ČR)

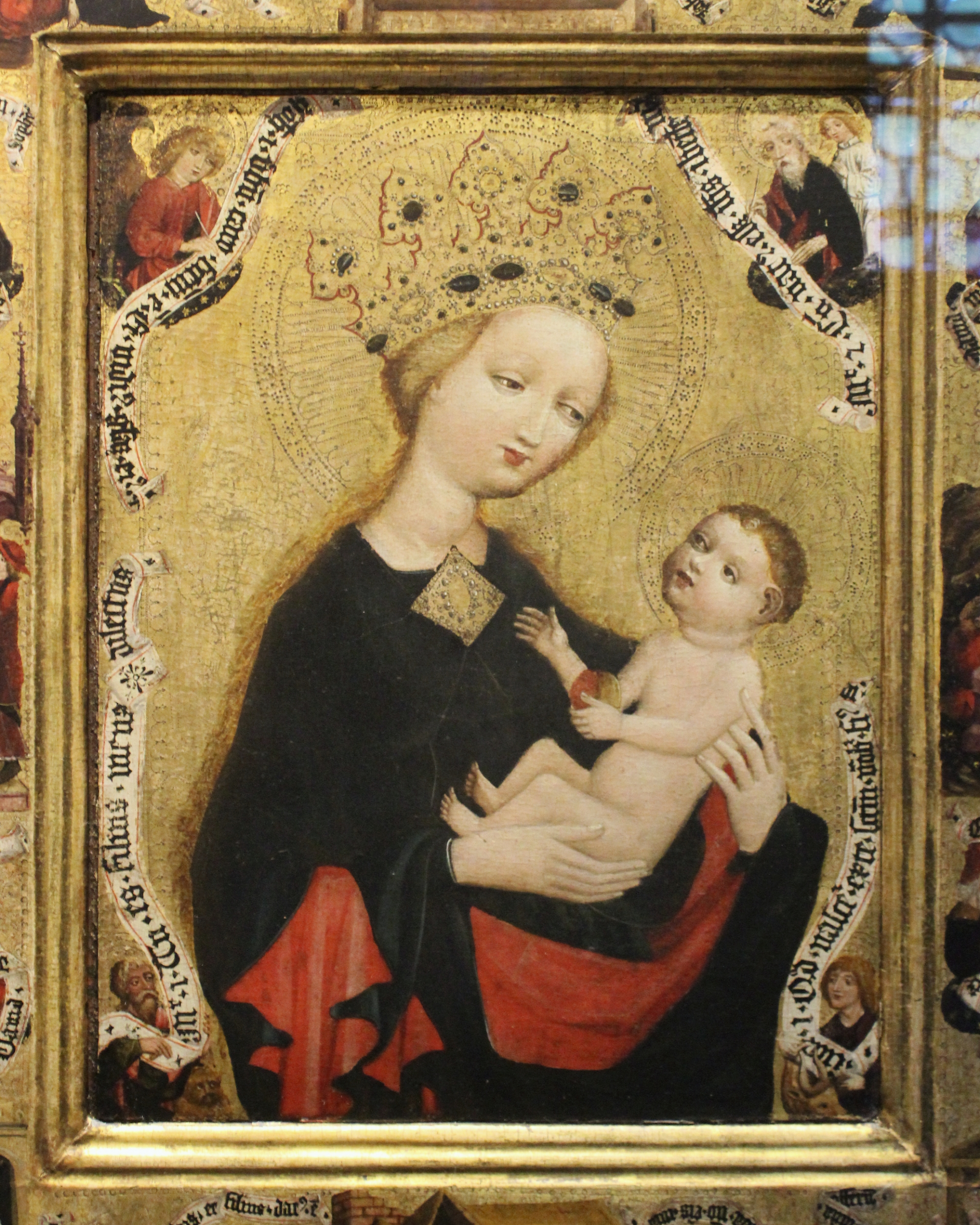
Madona jindřichohradecká (1450/60; Hrad a zámek Jindřichův Hradec, ČR)

Assumpta z Deštné vychází z polofigurálních obrazů Madony jako královny nebes (Regina coeli laetare), jak to dokládají obrazy Madony jindřichohradecké nebo Madony zvané Lannova. Všechny svým malířským provedením odpovídají obrazu Madony vyšebrodské s malovaným rámem. Obraz byl pravděpodobně zhotoven mezi roky 1420 a 1440. Nelze však vyloučit, že obraz je ještě starší. Tuto možnost podporuje skutečnost, že na rámu obrazu je jako donátor vyobrazen Petr II. z Rožmberka, který jako probošt kolegiální kapituly U Všech svatých na Pražském Hradě zemřel v roce 1384. Ve stejném roce pražský arcibiskup Jan z Jenštejna listem slibuje odpustky všem, kteří se k obrazu pomodlí. V takovém případě by malířem Madony vyšebrodské mohl být Mikuláš Wurmser. Obraz, který vychází z Madony roudnické, souvisí s obrazy milostných madon vrstvy kolem roku 1410 a mladší. K těmto mariánským obrazům lze přiřadit i drobný deskový obraz se Zvěstováním Panny Marie, jehož kompozice a záblesk krajiny v pozadí svědčí o vlivu nizozemské malby (Mistr z Flémale) na vývoj pozdně gotické malby v Čechách.

## Umělecko-historický význam deskového obrazu Assumpta z Deštné
Husitské války přerušily umělecký vývoj v Českém království a teprve pozdní poděbradská doba umožnila umělcům navázat na dobu krásného slohu, jehož vrcholu bylo dosaženo krátce před rokem 1400. O padesát let později však Praha ztratila své postavení uměleckého centra. Až do 70. let 15. století měl doznívají krásný sloh konzervativní vliv na české malířství. Přesto vzniklo několik lokálních uměleckých center, která navázala na dřívější oblibu mariánských obrazů. Jedním z těchto lokálních center byly Jižní Čechy s městy jako byl Vyšší Brod, Český Krumlov nebo Jindřichův Hradec. V polovině 15. století vznikla v těchto městech skupina obrazů, kterým svou kvalitou i velikostí dominuje Assumpta z Deštné. Obraz je blízký Madoně vyšebrodské, ale pojetí drapérie i vegetace svědčí pro nástup pozdní gotiky v Českých zemích, který byl ovlivněn podněty z blízké (Rakousko) i vzdálenější Evropy (Nizozemí).